# Уша (приток Немана)
Уша́ (бел. Уша́) — река в Белоруссии, протекает по территории Несвижского района Минской области и Кореличского района Гродненской области, левый приток Немана. Длина реки — 105 км, площадь водосборного бассейна — 1220 км². Среднегодовой расход воды в устье 7,3 м³/с. Средний наклон водной поверхности 0,5 ‰.
Исток реки находится около деревни Качановичи в 5 км к юго-востоку от центра города Несвиж. Генеральное направление течения — север и северо-запад. Верхнее течение проходит по Минской области, нижнее — по Гродненской.
Замерзает в середине декабря, ледоход в конце марта. Принимает сток из мелиоративных каналов. Долина не выражена, склоны заболоченные. Пойма двусторонняя, заболоченная, ширина разлива в нижнем течении до 2,5 км, в верхнем и среднем — от 100 м до 1 км. Русло на протяжении 10,1 км канализовано: от истока до Дикого пруда в Несвиже (7,3 км) и в 1,5 км на северо-восток от деревни Еськовичи к деревне Крутой Берег (2,8 км).
Основные притоки — Змейка, Сновка, Городница (левые); Миранка, Городейка (правые).
Долина реки плотно заселена, река протекает большое число населённых пунктов. Крупнейшие из них — город Несвиж и городской посёлок Городея. Другие большие сёла и деревни — Славково, Каролина, Альба, Альбянка, Карцевичи, Малево, Еськовичи, Крутой Берег, Студёнки, Столпище, Макаши (Минская область); Большая Медвядка, Большие Жуховичи, Малые Жуховичи, Кожево, Радунь, Трощицы, Еремичи (Гродненская область). Около Несвижа на реке цепочка прудов, образованных плотинами: Дикий, Девичий, Альбянский и др. Пруды частично используются для рыбоводства.
Впадает в Неман у деревни Еремичи. Ширина реки в устье 35 метров, скорость течения — 0,3 м/с.